# Suolajärvi (Gällivare socken, Lappland)
Suolajärvi är en sjö i Gällivare kommun i Lappland och ingår i Kalixälvens huvudavrinningsområde. Sjön har en area på 0,503 kvadratkilometer och ligger 182 meter över havet. Sjön avvattnas av vattendraget Nitsån.

## Delavrinningsområde
Suolajärvi ingår i det delavrinningsområde (742969-176699) som SMHI kallar för Utloppet av Suolajärvi. Medelhöjden är 211 meter över havet och ytan är 4,77 kvadratkilometer. Räknas de 2 avrinningsområdena uppströms in blir den ackumulerade arean 47,67 kvadratkilometer. Nitsån som avvattnar avrinningsområdet har biflödesordning 4, vilket innebär att vattnet flödar genom totalt 4 vattendrag innan det når havet efter 153 kilometer. Avrinningsområdet består mestadels av skog (54 procent) och sankmarker (41 procent). Avrinningsområdet har 1,03 kvadratkilometer vattenytor vilket ger det en sjöprocent på 2,2 procent.